# Bataille de Tanger (1502)
Pour les articles homonymes, voir Bataille de Tanger.
Maroc portugais
La bataille de Tanger de 1502, est un affrontement militaire opposant les troupes marocaines du sultan wattasside Mohammed ach-Chaykh à une troupe portugaise commandée par Rodrigue de Castro devant Tanger, occupée depuis 1471 par les Portugais.
Mohammed ach-Chaykh se présente à la tête de son armée près de Tanger, devenue capitale des possessions portugaises au Maroc. Le gouverneur de la place Rodrigue de Castro décide alors de se porter à la rencontre du sultan dans la campagne tangéroise. Les Marocains finissent par mettre en déroute la garnison portugaise, qui se replie sur Tanger. Mohammed ach-Chaykh qui n'a rien préparé en vue d'un siège s'éloigne ensuite de la ville.

## Sources

### Sources bibliographiques
1. ↑  Mouliéras 1895-1899, p. 684

#### Francophone
- Auguste Mouliéras, Le Maroc inconnu : étude géographique et sociologique. Exploration des Djebala (Maroc septentrional), Paris, J. André, 1895-1899, 829 p. (lire en ligne)